# 中国深空测控网

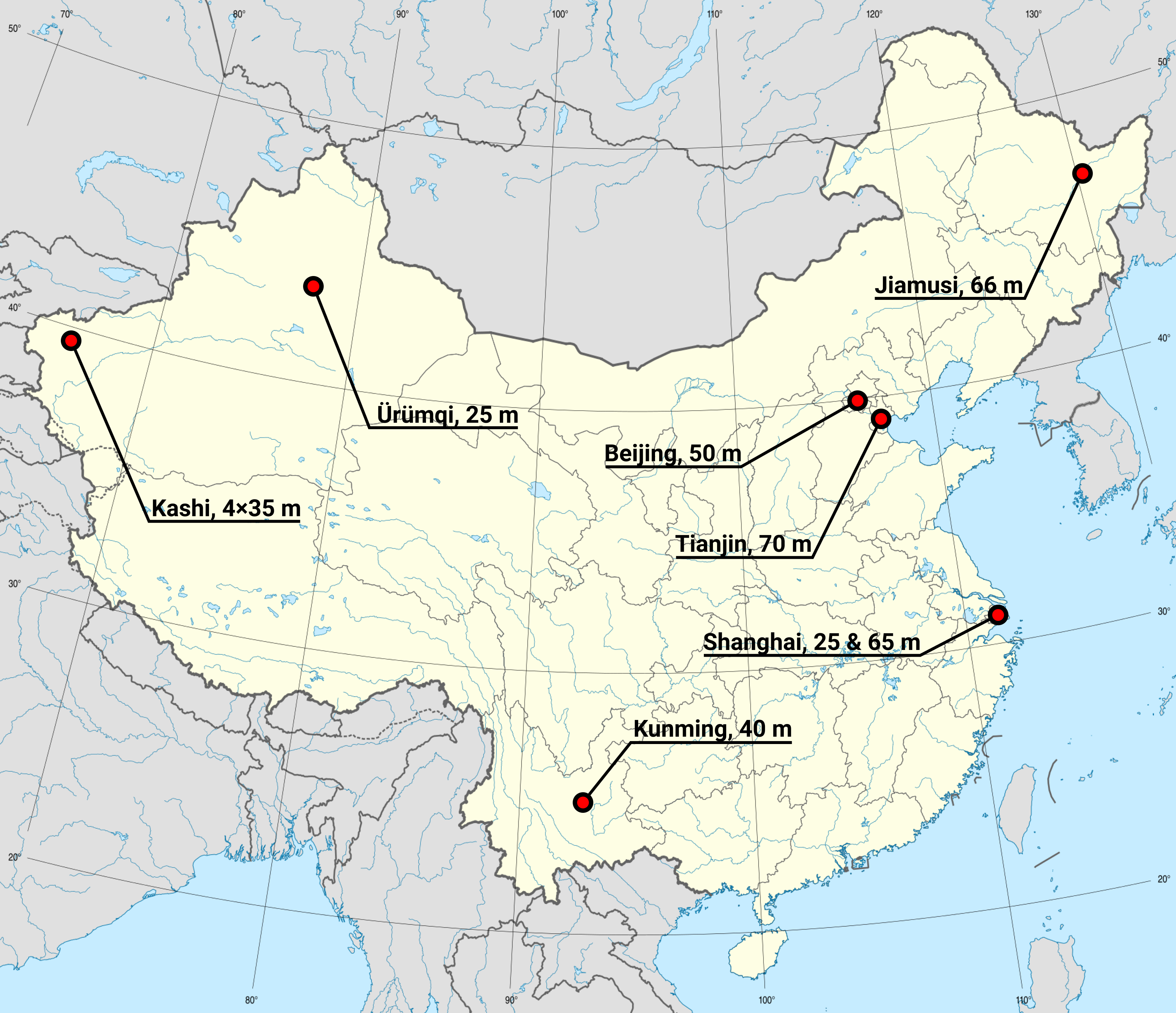
境内的深空测控网站点，标注了天线直径与所在城市。

中国深空测控网（英語：Chinese Deep Space Network，缩写：CDSN），又称深空探测工程、中国深空探测工程，是中华人民共和国为开展月球和行星等深空探測任务而建设的大型天線和通訊設施网络。该網路在嫦娥1號任務中首次投入使用，之后被用於支援中国探月工程和中国火星探测任务。

## 網路
在2007年，這個網路包括：
- 在新疆喀什和山东青島的航天測控站（36°11′42.70″N 120°18′10.62″E / 36.1951944°N 120.3029500°E）。
- 在喀什和青島地面站附属的18米天線。
- 在北京密雲的50米的天線（40°33′27.79″N 116°58′33.11″E / 40.5577194°N 116.9758639°E）。
- 在昆明鳳凰山的40米天線（25°01′38.63″N 102°47′45.82″E / 25.0273972°N 102.7960611°E）。
- 在烏魯木齊南山的25米天線（43°28′17.51″N 87°10′41.36″E / 43.4715306°N 87.1781556°E）。
- 在上海佘山的25米天線（31°05′56.90″N 121°11′58.49″E / 31.0991389°N 121.1995806°E）、天马鎮的65米天線（31°05′31.99″N 121°08′10.10″E / 31.0922194°N 121.1361389°E）

計畫在2012年前改進，以支援嫦娥三號和嫦娥四號，將包括：
- 將喀什和青島的地面控制站升級，並在佳木斯增建深空地面控制站。
- 在喀什控制站建造新的35米天線。
- 在佳木斯建造66米天線（46°29′37.18″N 130°46′15.54″E / 46.4936611°N 130.7709833°E）。

2014年，中國與阿根廷政府簽署協定，在阿根廷內烏肯省拉斯拉哈斯市建深空測控站——阿根廷深空站（CLTC-CONAE-NELQUEN），該站擁有一座35米直徑天線（38°11′29.4″S 70°08′57.7″W / 38.191500°S 70.149361°W）， 於2017年落成並投入使用，用於中阿雙方對外層空間的和平開發和利用，這是中國在海外的首個深空測控站。
2020年4月25日，天津武清站70米口徑高性能接收天线GRAS-4（Ground-based Regional Augmentation System-4，地基区域增强系统-4）的轮轨式全可动卡塞格伦天线（39°32′12.75″N 117°05′52.24″E / 39.5368750°N 117.0978444°E）吊裝完成，供天问一号訊號接收之用。按照计划，GRAS-4天线将与北京密云站GRAS-1（50米口径）和GRAS-3（40米口径）、云南昆明站GRAS-2（40米口径）等天线联合观测，同时接收数据，以达到最大的接收性能指标，再进行数据合成，从而提高星地链路传输码速率，为中国获得更多的科学数据和更有显示度的科学成果提供基础，协助中国首次火星探测任务。
2020年11月18日，从西安卫星测控中心获悉，经过近两年建设，中国电子科技集团公司第三十九研究所首个深空天线组阵系统在喀什深空站建成并完成(38°25′22.53″N 76°42′52.60″E / 38.4229250°N 76.7146111°E)各项调试测试工作，于近日正式启用后投入到天问一号、嫦娥四号测控任务中。西安卫星测控中心在喀什深空站新建3座35米口径天线，与原有的1座35米天线组成4×35米的深空波束波导天线(BWG)组阵系统，达到等效66米口径天线的数据接收能力，探测距离和接收灵敏度较现有设备将得到大幅提升，为我国执行各类深空探测任务提供有力测控支持。
2023年10月11日，中國科學院上海天文台主導建設的長白山40米口徑射電望遠鏡建設專案，在吉林省長白山保護開發區馬鞍山林場啟動。未來該射電望遠鏡建成後，將與今年9月15日啟動建設的日喀則(萨迦县扯休乡陈村和桑珠孜区聂日雄乡加列村)40米口徑射電望遠鏡、上海65米天馬望遠鏡、上海25米佘山望遠鏡、雲南昆明40米望遠鏡、烏魯木齊南山26米望遠鏡和上海VLBI數據處理中心一起，共同構成中國科學院上海天文台的「六站一中心」觀測網，即“等效口径”拓展至约3800公里。從而有效改善和提升中國大陸現有甚長基線干涉測量網構型、增強觀測能力，更好地服務中國大陸深空探測的測定軌任務。
新疆奇台110米射电望远镜、云南景东120米射电望远镜、吉林桦甸120米射电望远镜是深空探测网中的新一批射电望远镜，建成后将成为全球最大的单一全可动射电望远镜，助力中国VLBI网络成为国际上灵敏度最高的中低频VLBI网。

## 外部鏈結
- 中国探月与深空探测网（2015年的网页存档，存于）
- Deep Space Network Now（页面存档备份，存于）
- Solar System Network Now（页面存档备份，存于）
- NASA Eyes Visualization（页面存档备份，存于）